# 下三星岛灯塔
下三星岛灯塔是浙江省岱山县境内的一座灯塔。灯塔位于三星列岛中的下三星岛，邻近小板门水道。1911年，灯塔由英国海务科建造。2011年，下三星岛灯塔与舟山市和宁波市境内的其他十二座灯塔被列入第三次全国文物普查百大新发现。